# Pour l'amour de l'art
Pour plus de détails, voir Fiche technique et Distribution.
Pour l'amour de l'art (Two If by Sea) est un film américain réalisé par Bill Bennett, sorti en 1996.

## Synopsis
Un couple a réussi à voler un tableau de Matisse et tente de le revendre.

## Fiche technique
- Titre : Pour l'amour de l'art
- Titre original : Two If by Sea
- Réalisation : Bill Bennett
- Scénario : Denis Leary, Mike Armstrong et Ann Lembeck
- Musique : Nick Glennie-Smith et Paddy Moloney
- Photographie : Andrew Lesnie
- Montage : Bruce Green
- Production : James G. Robinson
- Société de production : Morgan Creek Entertainment
- Société de distribution : Warner Bros. (États-Unis)
- Pays :  États-Unis
- Genre : Comédie romantique et comédie policière
- Durée : 96 minutes
- Dates de sortie : 
  - États-Unis : 12 janvier 1996

## Distribution
- Denis Leary (VF : Michel Dodane) : Francis « Frank » O'Brien
- Sandra Bullock (VF : Anneliese Fromont) : Roz
- Stephen Dillane (VF : Guy Chapellier) : Evan Marsh
- Yaphet Kotto (VF : Saïd Amadis) : l'agent du FBI O'Malley
- Mike Starr (VF : Pascal Renwick) : Fitzie
- Jonathan Tucker : Todd
- Wayne Robson (VF : Roger Crouzet) : Beano Callahan
- Michael Badalucco (VF : Jean-Loup Horwitz) : Quinn
- Lenny Clarke (VF : Patrice Dozier) : Kelly
- Jonny Fido : l'agent du FBIBurke
- Don Gavin : Sully
- Shaun Clarke : Sweeney
- Markus Parilo : l'agent du FBIPeters
- John Friesen (VF : Jean-Claude Sachot) : le shérif Herbert Horn
- Sean Runnette : Marty
- Ian White : James « Jim » Kellerher
- Jane Moffat : Marcy Kellerher

## Box-office
Le film a rapporté 10,7 millions de dollars au box-office.